# HMS Queen Mary
El HMS Queen Mary fue el último de los cruceros de batalla construidos por la Royal Navy británica antes de la Primera Guerra Mundial. Único componente de su clase de buques, el Queen Mary compartía muchas características con los cruceros de batalla de la clase Lion, entre ellas sus ocho cañones principales de 343 mm.

## Historial de servicio

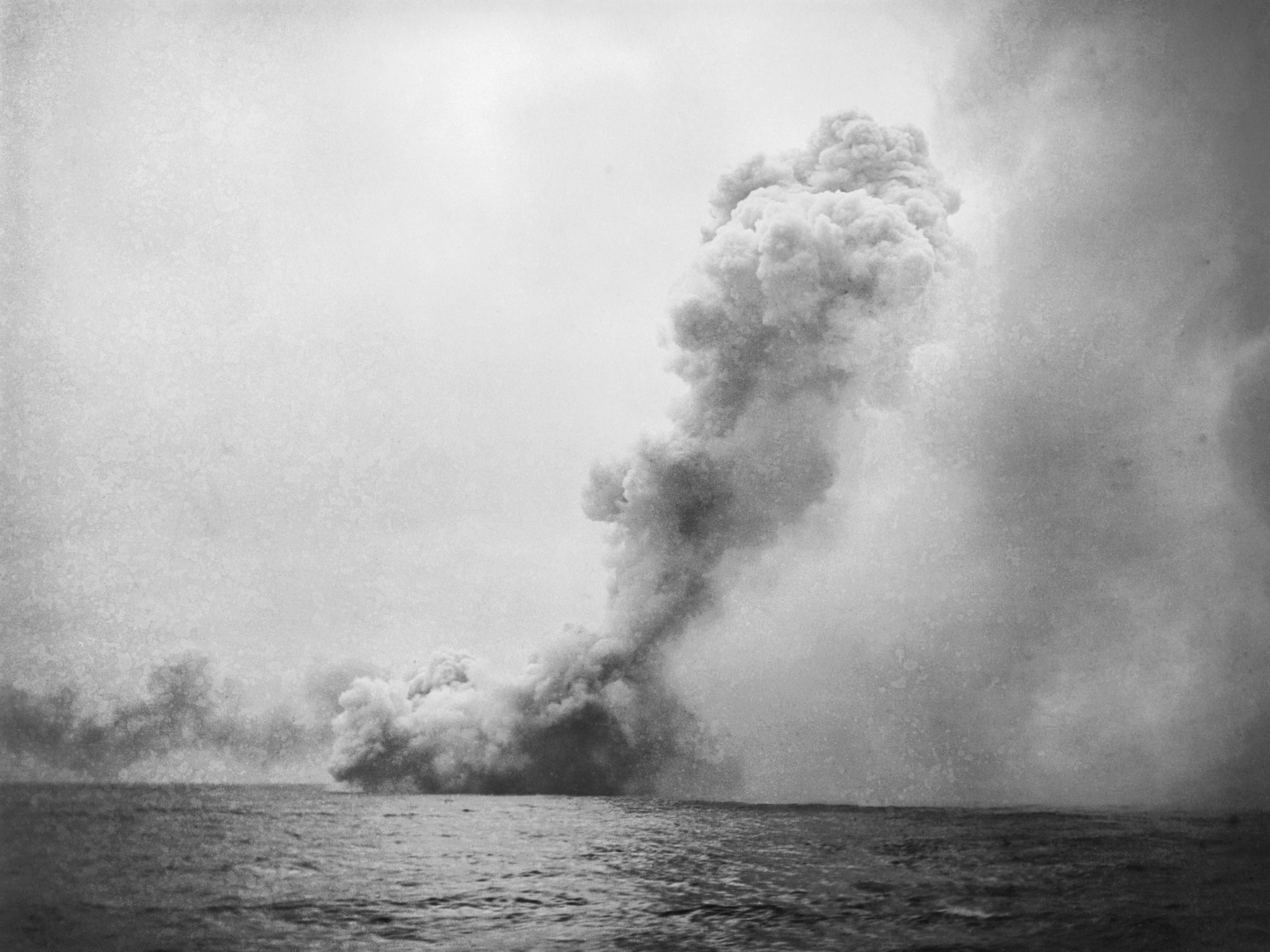
El Queen Mary explota en la batalla de Jutlandia

El buque fue completado en 1913 y participó en 1914 en la Batalla de la bahía de Heligoland como parte de la Gran Flota británica en agosto de 1914. Al igual que la mayoría de los más modernos cruceros de batalla británicos, nunca abandonó aguas del Mar del Norte durante la guerra mundial. En el seno de la 1.º Escuadra de cruceros de batalla, el buque intentó interceptar a los buques alemanes que bombardearon la costa del Mar del Norte de Inglaterra en diciembre de 1914, aunque sin éxito. 
A comienzos de 1915 el Queen Mary pasó por dique seco para ser reformado y por ello no intervino en enero en la batalla del banco Dogger, pero sí que lo haría a mediados de 1916 en el mayor enfrentamiento naval de toda la Gran Guerra, la batalla de Jutlandia. El buque británico tuvo el infortunio de ser alcanzado por dos potentes proyectiles del crucero de batalla alemán Derfflinger al comienzo de los combates y su santabárbara explotó poco después, tras lo que el buque se hundió provocando la muerte de 1266 tripulantes.
El pecio del crucero fue descubierto en 1991 partido en numerosos trozos en el fondo del mar del Norte. El Queen Mary está designado como cementerio de guerra y protegido por la Ley de Protección de Restos Militares de 1986.